# Zeritis chrysaor
Zeritis chrysaor är en fjärilsart som beskrevs av Henry Trimen 1864. Zeritis chrysaor ingår i släktet Zeritis och familjen juvelvingar. Inga underarter finns listade i Catalogue of Life.